# Регель, Вадим Робертович
Вадим Робертович Ре́гель (́1917 — 2010) — советский физик.

## Биография
Сын ботаника Р. Э. Регеля. Брат А. Р. Регеля.
В 1930-х годах работал в ЛФТИ. Окончил физико-механический факультет Ленинградского политехнического института (научный руководитель - А.П. Александров). Член ВКП(б) с 1946 года. Во время Великой Отечественной войны участвовал в размагничивании кораблей КБФ.
В 1946—1952 годах научный сотрудник ИФПАН. С 1947 года по совместительству доцент кафедры физики низких температур физического факультета МГУ имени М. В. Ломоносова.
С 1952 года работал в ИКАН и с 1954 года преподавал на кафедре кристаллографии МГУ имени М. В. Ломоносова.
В 1959 году снова вернулся в ЛФТИАН. Изучал процессы деформации и разрушения композитных материалов.
В 1970-х годах заместитель директора, заведующий лабораторией физики высокопрочного состояния ЛФТИ.
С 1980 году вернулся в ИКАН на должность заведующего лабораторией механических свойств кристаллов.
Область научных интересов — физика разрушения твердых тел, дефектная структура кристаллов.

## Сочинения
- Кинетическая природа прочности твердых тел [] : монография / В. Р. Регель, А. И. Слуцкер, Э. Е. Томашевский. — М. : Наука. Гл. ред. физ.-мат. лит., 1974. — 560 с. : ил.
- Механогидролитические процессы и прочность твердых тел. Владимир Абрамович Берштейн,  под редакцией В. Р. Регеля. Изд-во "Наука, " Ленинградское отд-ние, 1987 — Всего страниц: 316

## Награды, премии и звания
- Сталинская премия первой степени (10 апреля 1942) — за изобретение метода защиты кораблей
- заслуженный деятель науки РСФСР (1987)
- орден Красной Звезды (6 марта 1945) — за образцовое выполнение заданий командования
- орден Почёта (1997)